# Au bord de la mer bleue
Pour plus de détails, voir Fiche technique et Distribution.
Au bord de la mer bleue (У самого синего моря, U samogo sinego morya) est un long métrage soviétique réalisé par Boris Barnet tourné en 1935 et sorti en 1936. 

## Synopsis
Youssouf et Aliocha sont deux marins rescapés d'une terrible tempête en mer Caspienne. Sauvés par des pêcheurs au large d'une île de l'Azerbaïdjan, ils travaillent ensuite dans un kolkhoze et tombent amoureux de la belle et consciencieuse Macha. Ils deviennent, dès lors, rivaux. Un matin, Aliocha abandonne son travail et se rend en secret à la ville voisine pour acheter un collier et des fleurs qu'il veut offrir à Macha. Youssouf le dénonce à l'assemblée des kolkhoziens. Macha, un moment disparue en mer, est retrouvée miraculeusement. Elle annonce à ses deux prétendants qu'elle est, en réalité, amoureuse d'un autre homme, en service sur l'océan Pacifique. Youssouf et Aliocha, réconciliés, quittent l'île définitivement.

## Fiche technique
- Titre : Au bord de la mer bleue
- Titre original : У самого синего моря
- Réalisation : Boris Barnet, coréalisé avec Samad Mardanov
- Scénario : Klimenti Mints
- Musique : Sergueï I. Pototski
- Photographie : Mikhaïl Kirillov
- Décors : Viktor Aden
- Son : A. Gornchtein
- Sociétés de production : Mezhrabpomfilm (Moscou) et Azerbaïdjanfilm (Azerbaïdjan)
- Pays d'origine :  Union soviétique
- Langue originale : russe
- Format : noir et blanc - 35 mm - mono
- Durée : 72 minutes
- Date de sortie : 20 avril 1936

## Distribution
- Elena Kouzmina : Macha (Machenka)
- Lev Sverdline : Youssouf
- Nikolaï Krioutchkov : Aliocha
- Semen Svachenko : le président du kolkhoze de pêcheurs
- Sergueï Komarov

## Autour du film
La personnalité artistique de Boris Barnet — souvent comparé à Tchekhov — s'exprime idéalement dans cette comédie sentimentale, faussement naïve. Délesté de toute idéologie, Au bord de la mer bleue « délivre, au bout du compte, un message de gaieté, de félicité et de reconnaissance envers la vie ». L'intrigue, plutôt ordinaire, composée d'événements anodins et imprévisibles, ne nous empêche nullement de ressentir « l'impression de vivre une grande aventure ».
« Œuvre dionysiaque, tout en elle jaillit et se transforme joyeusement en son contraire », dit encore Jacques Lourcelles, à propos de ce film, dans lequel brillent « la lumineuse présence de l'actrice Elena Kouzmina et les paysages de mer et de désert, superbement mis en valeur par la photographie de Mikhaïl Kirillov ».
Mal accueilli par la critique soviétique de l'époque, Au bord de la mer bleue serait pourtant, selon Lourcelles, « mieux accordé à cette infinie vitalité cosmique de l'univers qu'ont toujours cherché à restituer, à toutes les périodes, les meilleurs films russes ».
Bernard Eisenschitz souligne, en effet, la recherche, dans le cinéma soviétique, d'une « harmonie avec la nature, d'une harmonie entre la société et la nature ». Au bord de la mer bleue, assure-t-il, en porte témoignage de manière unique et fort étonnante : « À cet égard, le film est le plus beau parce qu'il correspond complètement à ce que pourrait être ou représenter Barnet, ce que pouvait être son envie de montrer, d'être dans cette sorte de bonheur où la nature n'est pas dévoreuse mais généreuse, une nature riche, où les morts reviennent, où les hommes, les corps peuvent s'épanouir. »
De surcroît, Au bord de la mer bleue confirme le caractère original de Boris Barnet que l'on ne peut situer dans aucun courant décelable du cinéma soviétique de cette période. « Il essaye de retrouver la sensualité de l'acteur représentant les êtres humains. Or, Barnet a découvert avec plaisir, en réalisant La Jeune Fille au carton à chapeau, que l'on pouvait faire un film sans s'intéresser aux théories du montage, mais en redécouvrant le plaisir de travailler avec des acteurs. Par acteurs, il entendait des corps, des individus, pas forcément au sens des comédiens de représentation théâtrale. Dans Au bord de la mer bleue, comme dans la plupart de ses films, il a mélangé de très jeunes filles, des acteurs de théâtre et des gens découvert parmi les figurants. »
Mais, pour Boris Barnet, « (…) Il n'est jamais jamais question de faire semblant de montrer la réalité dans Au bord de la mer bleue. Tout cela concourt à faire de ce film à la fois un conte et une utopie, mais qui n'est pas l'utopie soviétique du moment. »